# Die Nacht von Cory Lane
Die Nacht von Cory Lane ist ein deutscher Detektiv-Stummfilm von Emerich Hanus mit ihm in einer der Hauptrollen.

## Handlung
Die Geschichte spielt in den USA. Der Präsident der kalifornischen Terrain-Gesellschaft muss erfahren, dass der Geldschrank der Firma aufgebrochen und 100.000 Dollars entwendet wurde. Um dem Täter auf die Spur zu kommen, wird der findige Privatdetektiv Mac Morley engagiert. Der Fall ist insofern erstaunlich, als dass im Tresor sehr viel mehr Geld lag, der Safeknacker aber nur diese Summe entwendet hat. Ergo, so schließt Morley, kann es sich nicht um einen Profidieb handeln, denn der hätte alles mitgenommen. Am Tag darauf findet in der Firma eine Sitzung statt. Es soll im Rahmen eines Wettbewerbs dem Ingenieur Percy Carpenter der Siegerpreis in Höhe von 100.000 Dollars überreicht werden, da er den besten Plan für die Nutzung von Wasserkraft für den Betrieb einer Überlandzentrale ausgearbeitet hat. Der Preisträger aber erscheint nicht, er ist wie vom Boden verschluckt. Morley nimmt zurecht an, dass der Safeeinbruch mit dem Verschwinden Carpenters im Zusammenhang stehen muss.
Der Detektiv nimmt die verlassene Carpenter-Wohnung in genauen Augenschein und entdeckt in der Asche des Kamins einen Papierschnipsel, auf dem die Buchstabenreihenfolge „Gmkfif Afpskob“ steht. Nach langem hin- und hergrübeln entschlüsselt er das Rätsel und findet heraus, dass übersetzt die Botschaft „Fliehe Georgina!“ heißen muss. Ein Briefkuvert mit einem Poststempel aus Idaho lässt Morley dorthin aufbrechen. In diesem US-Bundesstaat angekommen wird die Angelegenheit immer mysteriöser. Eine Spur bringt den Detektiv zu der unlängst niedergebrannten Villa des Chemikers Gardiner Cory, der in den Flammen den Tod gefunden hat. Dies geschah ausgerechnet in dessen Hochzeitsnacht, und Corys Braut hieß … Georgina! Jene Dame lebt nun inkognito in einer Nachbargemeinde, was allerdings ein Geheimnis bleiben sollte. Umso entsetzter ist Georgina Cory, dass Mac Morley dieses Geheimnis herausgefunden hat und sie um ein Treffen bittet.
In dem Gespräch behauptet jene Dame steif und fest, dass der der Brandstiftung (und nicht etwa des Safeeinbruchs) beschuldigte Percy Carpenter am gelegten Feuer unschuldig sei. Derweil wird der mittlerweile zur Fahndung ausgeschriebene Carpenter in Oregon verhaftet. Morley besucht die Brandstelle in der Cory Lane und entdeckt dabei ein Stück Mauer, die mit einem eigentümlichen Lack bestrichen wurde. War dieser Lack womöglich ein Brandbeschleuniger? Der Detektiv sucht daraufhin diejenige Firma auf, die den Lack geliefert hatte. Er stößt dort auf einen Werkmeister, der sich bei der Befragung durch Morley mehr als seltsam verhält. Als dieser sich kurz entschuldigt, ertönt ein lauter Knall, und man findet den Werkmeister tot am Boden liegend. In einem Brief an seinen Chef gesteht der Tote, dass er zwei Lacksorten miteinander verwechselt habe und versehentlich einen sehr feuergefährlichen in die Cory Lane geliefert habe.
Einige Zeit später. Der Prozess gegen den angeblichen Brandstifter Percy Carpenter beginnt. Aus der Brandstiftung an der Villa Corys ist eine Mordanklage geworden. Mehrere Zeugen beschwören, den Angeklagten in der fraglichen Nacht in der Nähe des niedergebrannten Hauses gesehen zu haben. Der erklärt, er habe sich lediglich im Pavillon der Villa aufgehalten, könnte jedoch keine Zeugen für seine Behauptung benennen. Die Verhandlung bewegt sich für Percy in eine unglückliche Richtung, da steht die im Sitzungssaal gleichfalls anwesende Georgina Cory plötzlich auf. Sie kann Percys Aussage bestätigen, denn sie sei seine Geliebte und heimliche Verlobte und habe den wohlhabenden Cory lediglich deswegen geheiratet, um ihrer Mutter finanziell auszuhelfen. Beim letzten heimlichen Rendezvous sei sie auf den ungeliebten Gatten gestoßen, der mit dem Revolver in der Hand sich selbst erschießen wollte. Sie konnte ihn zwar davon abhalten, doch mit einer brennenden Zigarre in seinem Haus habe er, so schließt Morley folgerichtig, den noch feuchten und hochgradig brennbaren Lack selbst entzündet, sodass die gesamte Villa in Flammen aufging.
Percy wird sowohl des Mordes als auch der Brandstiftung freigesprochen und kann nun mit seiner Georgina ein neues Leben beginnen. Morleys eigentlicher Fall um die verschwundenen 100.000 Dollar wird jedoch keiner Lösung zugeführt; vermutlich hatte Percy das ihm zustehende Preisgeld die Nacht zuvor aus dem Tresor selbst entwendet, um augenblicklich mit seiner Georgina abtauchen zu können.

## Produktionsnotizen
Die Nacht von Cory Lane entstand vermutlich im Frühjahr 1916, passierte die Zensur im April desselben Jahres und fand im Sommer 1916 den Weg in die deutschen (und noch im selben Jahr auch in die österreichischen) Kinos. Der Vierakter besaß eine Länge von etwa 1500 Meter.

## Kritik
Paimann’s Filmlisten urteilte knapp: „Stoff phantastisch, Spiel, Photos und Szenerie sehr gut.“
Die Kinematographische Rundschau schrieb: „Eine als gelungen zu bezeichnende Inszenierung und das gute Spiel der darstellenden Kräfte sichern diesem Bilde eine freundliche Aufnahme.“